# Volímai
Volímai (Volimes) är en ort i Grekland.   Den ligger i prefekturen Nomós Zakýnthou och regionen Joniska öarna, i den sydvästra delen av landet, 270 km väster om huvudstaden Aten. Volímai ligger 432 meter över havet och antalet invånare är 406. Den ligger på ön Zakynthos.
Terrängen runt Volímai är kuperad. Havet är nära Volímai åt nordväst. Närmaste större samhälle är Katastárion, 10,0 km sydost om Volímai. == Kommentarer ==
1. ↑  Framräknat ur höjduppgifter (DEM 3") från Viewfinder Panoramas.[2] Mer om algoritmen finns här: Användare:Lsjbot/Algoritmer.
2. ↑  Framräknat ur variansen i alla höjduppgifter (DEM 3") från Viewfinder Panoramas, inom 10 km radie.[2] Mer om algoritmen finns här: Användare:Lsjbot/Algoritmer.